# Eric Bischoff
Eric Aaron Bischoff (* 27. Mai 1955 in Detroit, Michigan) ist ein US-amerikanischer Wrestling-Promoter. Bekannt wurde er als storylinemäßiger Präsident von World Championship Wrestling. Er lebt in Cody, Wyoming, ist verheiratet und hat zwei Kinder.

## Karriere

### American Wrestling Association (1987 bis 1989)
1987 begann Eric Bischoff für Verne Gagne, den Besitzer der American Wrestling Association, zu arbeiten. Zuerst war er nur im Verkaufsbereich tätig. Als aber Gene Okerlund, der damalige Interviewer der AWA, die AWA in Richtung WWF verließ, wurde Bischoff als Ersatz eingesetzt. Er blieb Gagne treu bis zum Untergang der AWA.

### World Championship Wrestling (1990 bis 2001)
Anfang der 1990er begann er in der NWA als dritter Kommentator, kam aber nur zu wenigen Einsätzen. Da die NWA Jahr für Jahr rote Zahlen schrieb, wurden der Storyline nach mehrere Präsidenten gefeuert, bis schließlich Bischoff diese Rolle übernahm.
Unter seiner Führung konnte sich World Championship Wrestling von der NWA trennen und der damals größten Wrestling-Promotion World Wrestling Federation lange Zeit Konkurrenz bieten: etwa 1,5 Jahre lang setzte sich die Fernsehshow WCW Monday Nitro klar vor WWF RAW durch und trieb die WWF beinahe in den Bankrott. Man sprach damals von den „Monday Night Wars“, aufgrund der zeitgleichen Ausstrahlungen der Shows Monday Night Raw der WWF und Monday Nitro von WCW.
Die WCW konnte zwar eine Weile gegen die WWF bestehen und sogar teilweise dominieren, ist dann aber doch durch eine Reihe von Fehlentscheidungen und Auswirkungen der Übernahmen des Senders TBS durch Time Warner und später durch AOL untergegangen und wurde daraufhin von der WWF aufgekauft.

### WWE (2002 bis 2007)
Nach der Übernahme wurde Bischoff 2002 Angestellter von World Wrestling Entertainment und bekam nun den Posten des General Managers (GM) von RAW. Als General Manager hatte er Fehden mit „Stone Cold“ Steve Austin, John Cena,  Stephanie McMahon und Paul Heyman. 2005 entschloss sich Bischoff jedoch, diese Rolle aufzugeben und wurde als Erklärung in der Storyline von Vince McMahon gefeuert und mithilfe eines Mülllasters aus der Arena entfernt.
Am 25. September 2006 betrat Bischoff noch einmal die Bildfläche und stellte, in der am selben Tag stattfindenden RAW-Veranstaltung, sein neues Buch Controversy Creates Cash vor. Am 5. November wurde er beim PPV Cyber Sunday durch die Abstimmung der Zuschauer als Ringrichter in einem Match zwischen der D-Generation X und Rated RKO (Edge und Randy Orton) ausgewählt.
Am 6. November 2006 war er für eine Ausgabe General Manager von RAW. Im Jahr 2007 hatte er zwei weitere Auftritte bei RAW-Ausgaben. Am 6. April 2021 wurde er in die Hall of Fame eingeführt.

### Hulkamania und Total Nonstop Action Wrestling (seit 2009)

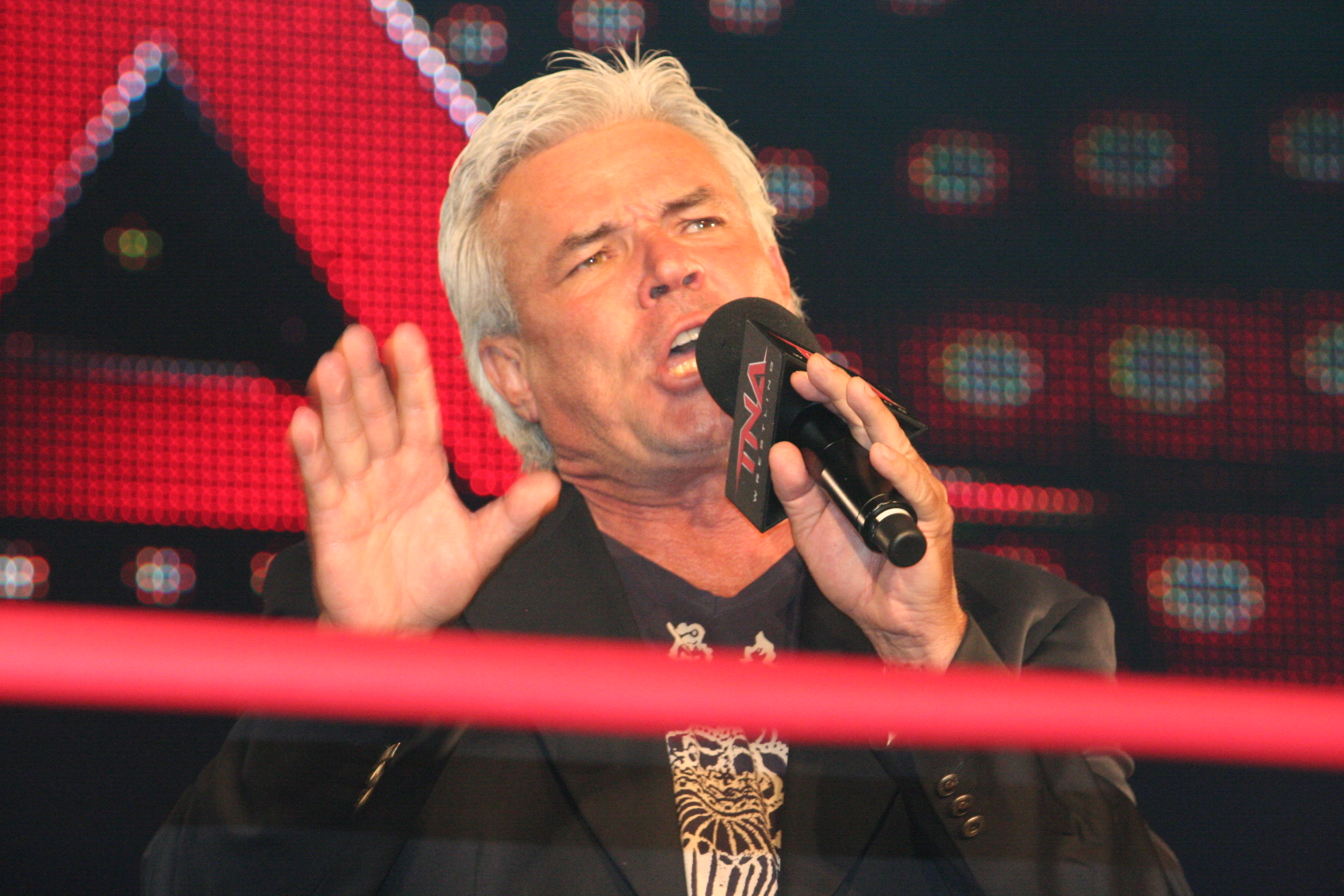
Bischoff (2010) bei TNA

Im November 2009 war Eric Bischoff Teil der von Hulk Hogan organisierten Australien-Tour „Hulkamania – Let the Battle Begin“ und gleichzeitig wurde bekannt, dass Bischoff bei der expandierenden Promotion Total Nonstop Action Wrestling einen Vertrag unterschrieben habe. Dort ist er seit dem 4. Januar 2010 hinter den Kulissen als Executive Producer tätig. Zudem war Bischoff vor den TV-Kameras Mitglied der Gruppierung Immortal, welche er zusammen mit Hulk Hogan leitete. Dabei trat er bis zum 16. Oktober 2011 als eine Art General Manager von TNA auf.

### Titel
World Championship Wrestling
- 1× WCW Hardcore Champion
- Hall of Fame (Class of 2021)